# プライスの謎
プライスの謎（プライスのなぞ）は、2006年4月11日から9月26日まで放送されたNHK総合テレビジョンの情報バラエティー番組である。放送時間は火曜日22時30分から22時59分（再放送　総合テレビ月曜深夜=火曜未明2時から2時29分、BS第2月曜8時30分から8時59分）。

## 概要
番組は毎回、ある街のトレンド、モノや経済に関連する話題をピックアップし、それを値段という切り口を通して検証する。司会はオセロのメンバーで女優の中島知子とNHKアナウンサーの鎌倉千秋である。ちなみに中島はこれまでもソロでNHKのドラマに出演したことはあるが、バラエティーの司会を担当するのは初めて。ナレーションは斉木しげるが担当。

## 取り上げたテーマ一覧
- 4月11日　男性の化粧
- 4月18日　株
- 4月25日　食玩
- 5月2日　100円ショップ　「ワンコインの幸せ？～100円ショップの舞台裏」
- 5月16日　国際結婚
- 5月23日　ペットビジネス　「ペットのためなら惜しみなく!?～加熱するペットビジネスの秘密」
- 6月6日　サラリーマンの副業
- 7月4日　教育投資
- 7月25日　高級ブランド品
- 8月1日　ガソリン
- 8月22日　マンション
- 8月29日　高級和牛
- 9月5日　健康食品
- 9月12日　水
- 9月19日　公共サービス
- 9月26日　防災

## パイロット版
番組たまごプロジェクトの企画として2005年12月23日に藤井隆の司会で「ニッポン総決算!!プライスの謎2005」と題されたパイロット版の特番が放送された。これは2005年のブームや話題をモノの値段を通して切り取っていくというものだった。

## 番組での謝罪
7月4日放送の「教育投資」の回において、取材されていた家族が、教育に金をかけるあまり洋服はすべて親戚のお古をもらっているといった内容のナレーションがあった。また「アニメDE経済原論」のコーナーで、子どもへの教育を競走馬の売買にたとえた。これらについて批判があったとして、7月25日の放送で謝罪した。以後、番組のつくりが、個人を取材する形式から一般的な経済問題に変わるとともに、アニメDE経済原論もなくなった。番組がNHKでは極めて異例の半年間で終了したこととの関連は不明。